# Navares de Enmedio
Navares de Enmedio ees un municipio y localidad española de la provincia de Segovia, en la comunidad autónoma de Castilla y León. El término municipal tiene una población de 92 habitantes (INE 2024) y una superficie de 24,61 km².
Forma parte de los tres pueblos llamados Navares, próximos entre sí, junto con Navares de Ayuso y Navares de las Cuevas.

## Geografía
| Noroeste: Navares de las Cuevas       | Norte: Navares de las Cuevas,Carabias | Noreste: Encinas                |
| Oeste: Navares de las Cuevas, Urueñas |                                       | Este: Encinas, Navares de Ayuso |
| Suroeste: Urueñas                     | Sur: Urueñas                          | Sureste: Navares de Ayuso       |

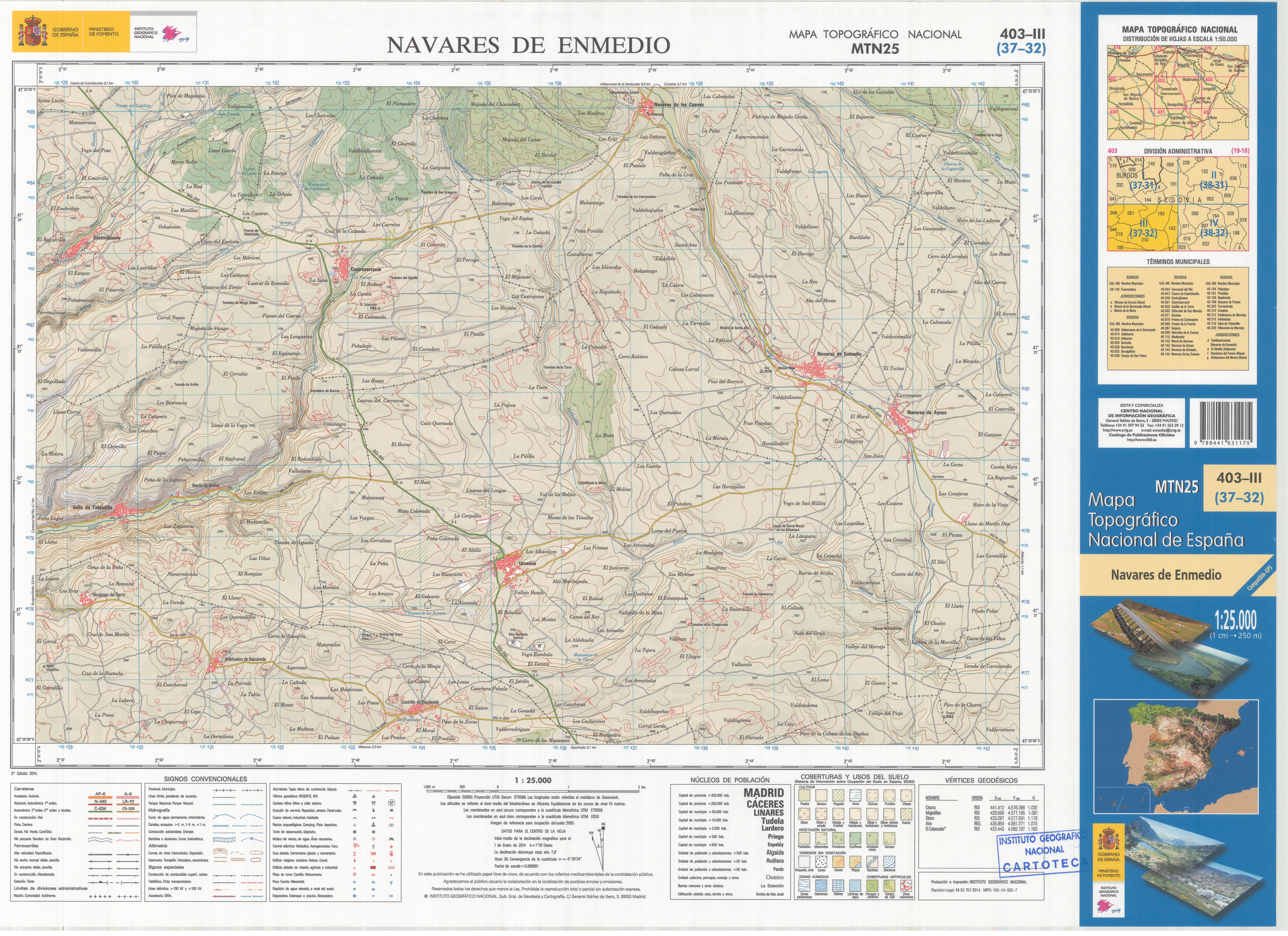
Fragmento de la hoja 403 del Mapa Topográfico Nacional de España de 2014 en el que se representa parte de Navares de Enmedio

El arroyo Navares desciende desde la sierra de Pradales y tras cruzar Navares de las Cuevas se adentra en el municipio de Navares de Enmedio. Aquí, sus vecinos lo llaman “Henchidero” ya que sus aguas se filtran entre las fisuras y grietas de la caliza para continuar circulando bajo ellas. A su alrededor se ha conservado una vega fresca y umbrosa junto a la que se asienta el pueblo.
El municipio se extiende hasta la Sierra de Pradales, limitando con la provincia de Burgos. El paisaje es variado y muy representativo de la zona ya que en sus alrededores podemos disfrutar de las lastras calizas, del monte bajo de encinas o de un extenso pinar. En la sierra de Pradales, en uno de sus puntos más altos, se encuentra el pico de Peñacuerno. En los días claros se puede disfrutar de una imponente panorámica de las provincias de Burgos, Valladolid y Segovia.
Su paisaje urbano es modesto y tan solo destacan la Iglesia y, en uno de los rincones del pueblo, la Casa del Jardín, con los blasones anteriormente mencionados.

## Historia
El territorio es repoblado durante la Reconquista por la Comunidad de Villa y Tierra de Sepúlveda, quedando encuadrada dentro del Ochavo de las Pedrizas y Valdenavares.

## Demografía
Cuenta con una población de 92 habitantes (INE 2024).
| Gráfica de evolución demográfica de Navares de Enmedio entre 1842 y 2021                                              |
| |
| Población de derecho según los censos de población del INE. Población de hecho según los censos de población del INE. |

## Administración y política
| Periodo   | Nombre                     | Partido | Partido |
| --------- | -------------------------- | ------- | ------- |
| 1979-1983 | Francisco Cid González     |         | UCD     |
| 1983-1987 | Victoriano Guijarro Asenjo |         | PSOE    |
| 1987-1991 | Pedro San Frutos Alonso    |         | UC-CDS  |
| 1991-1995 | Pedro San Frutos Alonso    |         | PP      |
| 1995-1999 | Pedro San Frutos Alonso    |         | PP      |
| 1999-2003 | Pedro San Frutos Alonso    |         | PP      |
| 2003-2007 | Pedro San Frutos Alonso    |         | PP      |
| 2007-2011 | Pedro San Frutos Alonso    |         | PP      |
| 2011-2015 | Francisco Gutiérrez Matos  |         | PP      |
| 2015-2019 | Francisco Gutiérrez Matos  |         | PP      |
| 2019-2023 | Francisco Gutiérrez Matos  |         | PP      |
| 2023-act. | Francisco Gutiérrez Matos  |         | PP      |

## Cultura

### Patrimonio
Caserío tradicional
Las casas tradicionales de Navares de Enmedio son de piedra, de una o dos plantas y fachadas enfoscadas. Estas se distribuyen formando calles irregulares que conducen a las dos plazas que se forman ante el Ayuntamiento y ante la Iglesia de Santiago Apóstol.
En el pueblo también se puede ver la conocida como Casa del Jardín, que presenta en su fachada dos blasones de la familia que donó el dinero para construir la iglesia de Aldeonte (un pueblo cerca de la zona).

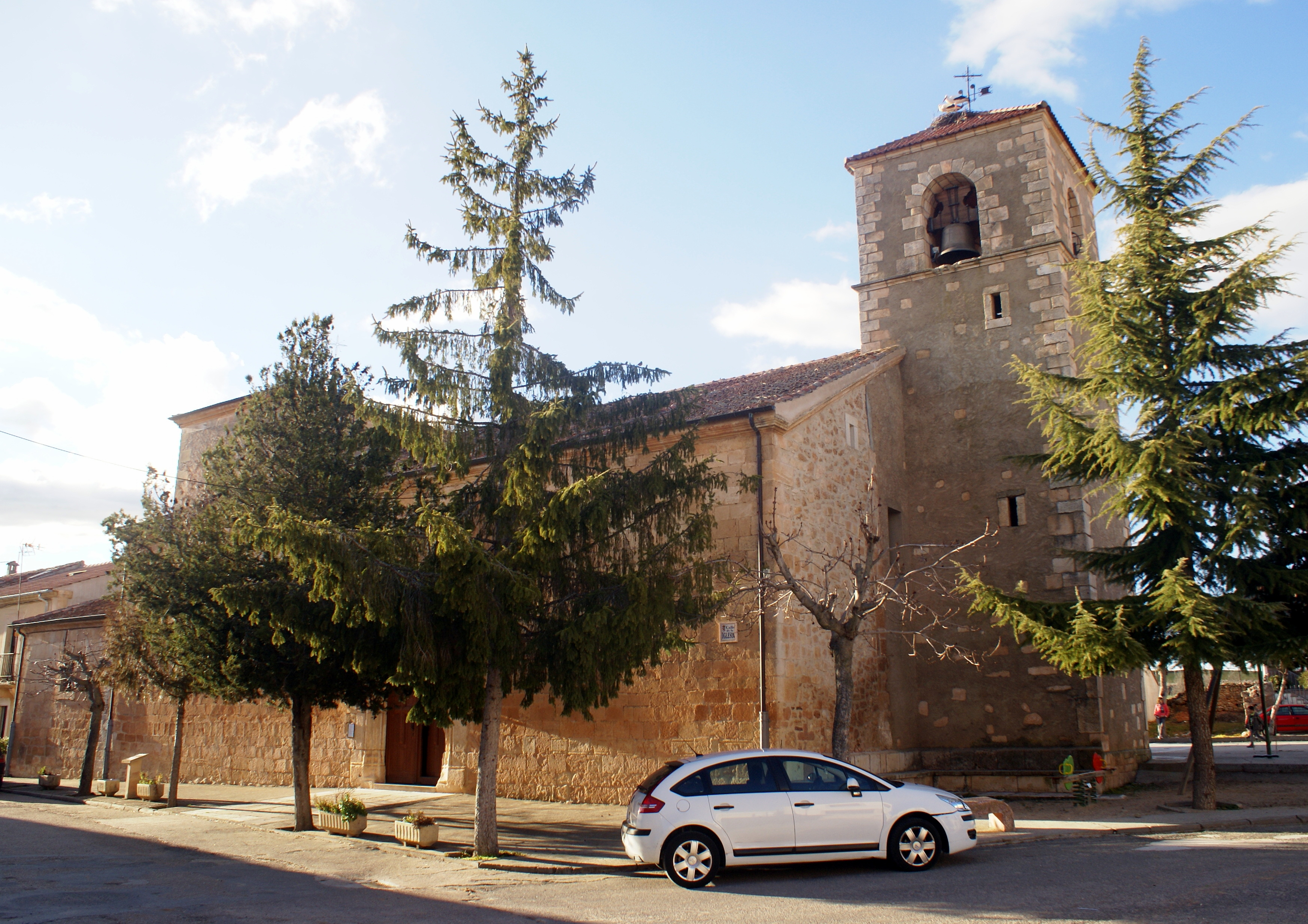
Iglesia de Santiago Apóstol
La iglesia de Santiago Apóstol es la principal construcción de Navares de Enmedio. Se trata de un edificio construido en el siglo XVI aprovechando los materiales de otra iglesia más antigua. Su parte exterior es bastante sobria, pues solo llama la atención la puerta (por su labor de labra y cantería).
El edificio cuenta con tres naves separadas por arcos formeros de medio punto. La nave central está rematada por un presbiterio. Dentro de la iglesia se pueden admirar sus retablos, especialmente el retablo mayor, que es barroco, dorado y policromado. La patrona del pueblo, la Virgen del Pilar, se puede ver en la hornacina central, y en el remate hay un lienzo dedicado a Santiago Matamoros, patrón de este pueblo, cuya imagen aparece además en un retablo situado en la nave del lado de la Epístola. En el centro de este retablo está la imagen de Santa Ana con la Virgen niña, una talla que procede de una antigua ermita que, bajo la advocación de esta Santa, se levantaba en el paraje de Bálsamo.
El patrimonio sacro de la iglesia de Santiago Apóstol se completa con varias piezas de plata, entre las que destaca una espléndida cruz procesional realizada en el segundo tercio del siglo XVI por el platero segoviano Francisco Ruiz.

### Fiestas mayores
- A diferencia de los pueblos de la zona, las fiestas mayores de Navares de Enmedio no son en verano, sino durante el otoño, concretamente el día 12 de octubre en honor a la patrona del pueblo, la Virgen del Pilar. Las fiestas tienen una duración de cuatro o cinco días, contando con misas, procesiones a ritmo de dulzainas y tamboriles y el momento más esperado: la bajada del trono. La imagen desciende por unos raíles hasta las andas en las que realiza el recorrido por las principales calles del pueblo. Dos horas después, tras las jotas, la Virgen regresa a su trono mediante el mismo mecanismo.

Las fiestas mayores se completan con actividades lúdicas y deportivas (campeonatos de frontón, de bolos o de chito), verbenas y bailes con orquesta.
- La Virgen del Pilar es también protagonista de otra de las celebraciones de Navares de Enmedio, la de la Rogativa, la cual tiene lugar el sábado anterior a Pentecostés. Este día se celebra una procesión con la Virgen, siguiendo la tradición por la cual se pedía agua para el campo antiguamente.

### Fiestas de Santiago Apóstol
Alrededor del 25 de julio se celebran las otras fiestas de Navares de Enmedio, en honor a su patrón, Santiago Apóstol. Dichas fiestas se están revitalizando gracias a la actividad de la asociación cultural del pueblo, que lleva su nombre. Gracias a la gran afluencia de visitantes en los meses de verano, se organizan unas fiestas con música, comidas en la piscina (caldereta, paellada), bingos, karaoke…